# یورک‌ویل ساوند

یورک‌ویل ساوند

یورک‌ویل ساوند (انگلیسی: Yorkville Sound) یک شرکت کانادایی تولیدکننده تقویت‌کننده توان صوتی (از جمله خط تقویت‌کننده‌های ترینور)، بلندگوها و تجهیزات مرتبط با تقویت صدای حرفه‌ای است. این شرکت که در پیکرینگ، انتاریو، کانادا مستقر است، به عنوان واردکننده و صادرکننده محصولات الکترونیکی صوتی، حضوری جهانی دارد.
یورک‌ویل مدیریت برند اصلی‌ترینور، برند اختصاصی یورک‌ویل و همچنین برندهای دیگری مانند اِیپکس، ای‌آر‌تی، اوریون اف‌ایکس لایت، گرانایت پرکاشن و گیتارهای دنور را بر عهده دارد. این شرکت توزیع‌کننده محصولات هیوز اند کتنر در آمریکای شمالی است و همچنین توزیع‌کننده انحصاری بلندگوهای استودیویی کی‌آر‌کی، تقویت‌کننده گیتار، افکت‌ها و سیستم‌های بی‌سیم لاین سیکس، بلندگوهای استودیویی داینا آدیو، گیتارهای اپیفون، گیتارهای گیبسون، گیتارهای استاینبرگر، گیتارهای گلد تون، کیف‌های ریتر، محصولات صوتی سامسون، محصولات صوتی اچ‌کی آدیو، محصولات بی‌سیم اکس-وایو، میکروفون‌های آستون و تقویت‌کننده‌های گالین-کروگر نیز می‌باشد.
یورک‌ویل ساوند فعالیت خود را در سال ۱۹۶۳ آغاز کرد؛ در اتاق پشتی فروشگاه ابزارآلات موسیقی لانگ اَند مک‌کوید واقع در خیابان یانگ تورنتو. پیتر ترینور به عنوان تعمیرکار این فروشگاه مشغول به کار بود و آمپلی‌فایرها را با استفاده از قطعاتی که به‌راحتی در دسترس بودند، سفارشی‌سازی می‌کرد. ترینور یک آمپلی‌فایر بیس مقاوم طراحی کرد که در برابر سختی‌های حمل‌ونقل جاده‌ای مقاوم‌تر بود و شروع به اجاره دادن این آمپلی‌فایر جدید به نام «داینابیس» به مشتریان کرد.